# Distretto di Uttarkashi
Il distretto di Uttarkashi è un distretto dell'Uttarakhand, in India, di 294 179 abitanti. È situato nella divisione di Garhwal e il suo capoluogo è Uttarkashi.